# Barff-Halbinsel
Die Barff-Halbinsel ist eine Halbinsel im Norden Südgeorgiens. Sie bildet den östlichen Rand der Cumberland East Bay und erstreckt sich vom Sörling Valley in nordwestlicher Richtung bis zum Barff Point.
Ihr Entdecker ist vermutlich der britische Seefahrer James Cook, der 1775 während seiner zweiten Südseereise die Gewässer um Südgeorgien befuhr. Der Name der Halbinsel leitet sich von der gleichnamigen Landspitze ab, deren Namensgeber Leutnant Arthur Douglas Barff (1877–1955) von der Royal Navy ist, der 1906 an Bord der HMS Sappho an der Vermessung der Cumberland Bay unter der Leitung Carl Anton Larsens beteiligt war.